# Leonardo Leo
Leonardo Leo (5. srpna 1694 San Vito degli Schiavi – 31. října 1744 Neapol) byl italský skladatel operní a chrámové hudby, představitel neapolské operní školy.

## Život

### Mládí
Studoval na konzervatoři Conservatorio S Maria della Pietà del Turchini v Neapoli u Nicoly Faga a první známé veřejné provedení jeho díla, scénického oratoria „S Chiara or L’infedeltà abbattuta“, se konalo v roce 1712 na scéně konservatoře. Představení mělo úspěch a Leo byl krátce poté jmenován asistentem varhaníka v místokrálovské kapli.[zdroj?]
Jeho první opera „Il Pisistrato“ byla v roce 1714 přijata s nadšením, a když svůj úspěch potvrdil o čtyři roky později další operou „Sfonisba“, stal se až do své smrti jedním z nejvyhledávanějších skladatelů Itálie.[zdroj?]

### Zralost, charakteristika díla
Ačkoliv jeho vážné opery byly hrány na scénách celé Itálie, stále se nemohl pochlubit nějakým výraznějším úspěchem v Neapoli. V neapolských divadlech byly jeho opery zastíněny díly dalších skladatelů neapolské školy, zejména operami Leonarda Vinciho a Johanna Adolfa Hasse. Vytvořil tedy v r. 1723 pro Neapol komickou operu „La’mpeca scoperta“, která se setkala nejen s mimořádným ohlasem, ale znamenala i významný mezník v rozvoji tohoto žánru.[zdroj?]
Leo byl vyhledáván i jako vynikající pedagog. Stal se ředitelem proslulé Konzervatoře sv. Onofria v Neapoli a nakonec vystřídal i svého učitele Nicolo Faga ve vedení Conservatorio S Maria della Pietà del Turchini.[zdroj?]
V r. 1728 se ředitelem konkurenční konzervatoře Conservatorio dei Poveri di Gesù Cristo v Neapoli stal Francesco Durante a od té doby se datuje rivalita mezi těmito dvěma mistry duchovní hudby.[zdroj?]
Leonardo Leo vyrostl na hudbě 17. století a užíval generální bas a přísný kontrapunkt i ve svých komických operách. Ačkoliv Durante byl o deset let starší, byl jeho styl mnohem modernější. Kladl důraz na nosnou melodickou linku a jednodušší, až průzračný doprovod. Hudební obec v Neapoli se rozdělila na dva tábory: „leisty“ – trvající na zavedených barokních postupech a „durantisty“ se zřetelnou sympatií k novým formám. K durantistům např. patřil Duranteho žák Giovanni Battista Pergolesi, jehož formální výboje vedly nakonec k úplnému opuštění starého barokního stylu.[zdroj?]
Po smrti Alessandra Scarlattiho (1725) se stal hlavním varhaníkem místokrálovské kaple a po smrti Leonarda Vinciho (nejedná se o známého malíře a vynálezce) (1730) se Leo stal zástupcem hlavního kapelníka i kaple královské.[zdroj?]
Po celé své tvůrčí období se Leo zabýval sakrální hudbou. Jedním z největších příspěvků k hudebnímu vývoji té doby byl pokus o reformu duchovní hudby v Neapoli ve smyslu jeho konzervativního přístupu. Nejlepším příkladem je jeho osmidílné Miserere z roku 1739 nebo oratoria „S Elena al Calvario“ a „La morte di Abele“ na texty Pietra Metastasia. Miserere pro dva sbory a varhany je považováno za vrcholné dílo chrámové hudby celého tohoto období.[zdroj?]
V této době věnoval rovněž zvýšený zájem pedagogické činnosti jako zástupce ředitele konzervatoře S. Maria Della Pietà dei Turchini. Zkomponoval řadu instruktivních skladeb a publikoval i několik teoretických spisů. Mezi jeho žáky byli např. později velmi významní skladatelé jako Niccolò Piccinni a Niccolò Jommelli.[zdroj?]
Pozoruhodné je, že Leo, na rozdíl od řady svých současníku, nepronikl na zahraniční operní scény. Pouze Georg Friedrich Händel uvedl v roce 1749 v Královské opeře v Londýně jeho ranou operu „Catone in Utica“ a operu „Amor vuol sofferenza“.[zdroj?]

### Smrt
25. ledna 1744 zemřel kapelník neapolské Královské kaple a Leo se po 32 letech služby konečně dočkal jmenování na toto prestižní místo. Těšil se z něj však již jen krátce. Zemřel v Neapoli 31. října 1744 ve věku 50 let.[zdroj?]

## Dílo
Dílo Leonarda Lea je značně rozporné. Na jedné straně trval na přísném dodržování barokních kompozičních postupů, ale na straně druhé se zasloužil o vznik a rozvoj žánru hudební komedie, která překračovala hranice barokní opery. Zvláštní pozornost zasluhují zejména rozměrné orchestrální předehry, které předznamenávají cestu ke vzniku klasické symfonie.[zdroj?]
Většina jeho operního díla je dnes zapomenuta a často i ztracena. Živá je však jeho hudba chrámová a z hudby instrumentální zejména jeho 6 violoncelových koncertů, které jsou i dnes trvalou součástí repertoáru světových interpretů.[zdroj?]
Vzhledem k tomu, že řada děl se nedochovala, a vzhledem k roztříštěnosti zdrojů nelze následující přehled díla Leonarda Lea považovat za úplný.

### Opery
1. Pisistrato, (1714, Teatro S. Bartolomeo, Neapol)
2. Sofonisba, (1718, Teatro S. Bartolomeo, Neapol)
3. Caio Gracco, (1720, Palazzo Reale, Neapol)
4. Arianna e Teseo, (1721, Teatro S. Bartolomeo, Neapol)
5. Bajazete, imperador de'Turchi, (1722, Real Palazzo, Neapol)
6. Timocrate,(1723, Teatro S. Angelo, Benátky)
7. La m'peca scoperta, (1723, Teatro dei Fiorentini, Neapol)
8. L'ammore fedele, (1724, Teatro dei Fiorentini, Neapol)
9. Turno Aricino, (1724, Pasticcio)
10. Lo pazzo apposta, (1724 Teatro dei Fiorentini, Neapol)
11. Zenobia in Palmira, (1725 Teatro S. Bartolomeo, Neapol)
12. Il trionfo di Camilla, (1726, Teatro Capranica, Řím, libreto Carlo Innocenzo Frugoni)
13. Orismene, (1726, Teatro nuovo, Neapol)
14. La semmeglianza de chi l'ha fatta, (1726, Teatro dei Fiorentini, Neapol)
15. La donna violante, (1726 Teatro dei Fiorentini, Neapol)
16. Il Cid, (1727, Teatro Capranica, Řím)
17. Lo matremmoneio annascuso, (1727, Teatro dei Fiorentini, Neapol)
18. Argene, (1728, Teatro S. Giovanni Grisostomo, Benátky)
19. La pastorella commatuta,(1728, Teatro nuovo, Neapol)
20. Catone in Utica, (1729)
21. Arianna e Teseo, (1729, Teatro della Pace, Řím)
22. La schiava per amore, (1729, Teatro nuovo, Neapol)
23. Semiramide, (1730, Teatro S. Bartolomeo, Neapol)
24. La Rosmene, (1730, Teatro nuovo, Neapol)
25. Evergete, (1731, Teatro delle Dame, Řím)
26. Il Demetrio, (1732, Teatro S. Bartolomeo, Neapol)
27. La festa de Bacco, (1732, Teatro nuovo, Neapol)
28. La vecchia trammera, (1732, Teatro nuovo, Neapol)
29. Amor mette sinno, (1733, Teatro nuovo, Neapol)
30. Nitocri, regina d'Egitto, (1733, Teatro S. Bartolomeo, Neapol)
31. Il Medo, (1734, Palermo)
32. Il castello d'Atlante, (1734, Teatro S. Bartolomeo, Neapol)
33. Demofoonte, (1735, Teatro S. Bartolomeo, Neapol)
34. La clemenza di Tito, (1735, Teatro S. Giovanni Grisostomo, Benátky)
35. Emira, (1735, Teatro S. Bartolomeo, Neapol)
36. Lucio Papirio, (1735, Teatro S. Bartolomeo, Neapol)
37. Farnace, (1736, Teatro S. Bartolomeo, Neapol)
38. L'amico traditore, (1737 Teatro dei Fiorentini, Neapol)
39. Siface, (1737, Teatro Malvezzi, Bologna)
40. La simpatia del sangue, (1737, Teatro nuovo, Neapol)
41. L'Olimpiade, (1737, Teatro San Carlo, Neapol)
42. Il conte, (1738, Teatro dei Fiorentini, Neapol)
43. Le nozze di Psiche con Amore, (1738, Teatro San Carlo, Neapol)
44. Festa teatrale ke svatbě princezny Felipe Španělské (1739, Real Sitio de Prado, Madrid)
45. L'impresario delle, (1739)
46. Il Ciro riconosciuto, (1739, Teatro Regio, Turín)
47. Amor vuol sofferenza, (1739, Teatro nuovo, Neapol – 1749, Londýn)
48. Achille in Sciro, (1740, Teatro Regio, Turin)
49. Scipione nelle Spagne, (1740, Teatro Ducale, Milán)
50. Alidoro, (1740, Teatro dei Fiorentini, Neapol)
51. Tiridate, (1740, Teatro San Carlo, Neapol)
52. L'Alessandro, (1741, Teatro dei Fiorentini, Neapol)
53. L'ambizione de usa, (1742, Teatro nuovo, Neapol)
54. L'Andromaca, (1742, Teatro San Carlo, Neapol)
55. Il fantastico, (1743, Teatro nuovo, Neapol)
56. Il giramondo, (1743, Teatro di Via del Cocomero, Florencie)
57. Vologeso, re dei Parti, (1743, Regio Teatro, Turín)
58. La fedeltà odiata, (1744, Teatro dei Fiorentini, Neapol)
59. Amor vuol sofferenza, (posthum. 1744, Teatro nuovo, Neapol)

### Jiná vokální díla
- 6 mší,
- Magnificat pro soprán, alt, tenor a bas,
- Magnificat dva sbory s doprovodem varhan,
- Te Deum,
- 22 antifón,
- 10 motet,
- 2 hymny,
- Responsoria pro Svatý týden,
- Litanie,
- Cantata per il miracolo di S Gennaro,
- 5 fug,
- komorní kantáty,
- árie,
- dueta,
- oratoria,
- graduály,
- offertoria,
- žalmy,
- serenády.

### Instrumentální díla
- 6 ouverture a piu stromenti composte da vari autori, op.5,
- Sinfonia a 6,
- 6 violoncellových koncertů,
- Koncert D-dur pro 4 housle,
- Duet in Scielta di 6 duetti,
- Trios in 6,
- 14 toccát pro cembalo
- Aria con variazioni pro cembalo